# Sotto Canestro
Sotto Canestro è un videogioco manageriale online dedicato alla pallacanestro e rientra nella categoria dei cosiddetti fantabasket. Il gioco è stato pubblicato nel 2014 debuttando inizialmente solo con i fanta tornei dedicati alla LBA Serie A e LNP Serie A2 e, successivamente, sono stati introdotti anche i fanta tornei dedicati all'Euroleague (stagione 2019/20) e alla NBA (stagione 2021/22).

## Modalità di gioco
Iscrivendosi gratuitamente si partecipa al torneo Golden League in cui tutti sfidano tutti in una classifica generale, ma è possibile anche creare e/o aderire a tornei privati chiamati Master League, aperti a tutti oppure a numero chiuso. Dopo una predeterminata giornata di fanta campionato, inoltre, le prime 24 squadre di ciascuna Golden League si qualificano per la relativa Baskettiamo Cup, un torneo parallelo articolato su una iniziale fase a gironi seguita da una seconda parte caratterizzata da sfide ad eliminazione diretta in gara unica. La vincitrice della fanta coppa, al termine della stagione, sfiderà la vincente del fanta campionato per giocarsi la Baskettiamo Super Cup ed il platonico titolo di fanta allenatore dell'anno per quella determinata competizione.
Lo scopo del gioco è quello di creare e gestire un club virtuale di pallacanestro, sceglierne il nome, lo stemma, i colori sociali e gli sponsor, indispensabili per incrementare il budget iniziale con cui poi poter ingaggiare l'allenatore e costruire il roster. Con un unico profilo è possibile gestire un fanta club per ognuna delle quattro competizioni proposte, anche se la formula per la composizione della squadra varia a seconda della scelta fatta.
Per ciascun giocatore del roster, l'utente dovrà scegliere se schierarlo (in quintetto o in panchina) e per quanti minuti farlo giocare. Tra un turno di gioco e l'altro è possibile fare mercato, vendendo e comprando giocatori e allenatori nel rispetto del budget disponibile, del numero di tesseramenti ancora a disposizione e dei vincoli di nazionalità, laddove previsti.
Il calendario di Sotto Canestro è diviso in Giornate, che coincidono con quelle del calendario ufficiale della Regular Season nel caso di LBA, LNP e Euroleague, mentre per la NBA, nell'ottica di semplificare la gestione della fanta squadra, il calendario ufficiale viene diviso in turni di gioco, ottenuti raggruppando le partite che si svolgono in un arco temporale di massimo 3 o 4 giorni.
Al termine di ogni giornata, ciascuna fanta squadra totalizza un punteggio che si ottiene sommando i punti realizzati dai suoi giocatori e da quelli generati dai bonus/malus previsti per l'allenatore. 
I punteggi dei giocatori vengono calcolati sulla base di un quoziente punti che sarà uguale alla valutazione per minuto reale ottenuta durante la partita; questo dato viene infine moltiplicato per i minuti virtuali stabiliti dal fanta allenatore per determinare il fanta punteggio di giornata.
I punteggi realizzati dagli allenatori sono calcolati in base alla prestazione della squadra reale che allenano e possono essere positivi in caso di vittoria e negativi in caso di sconfitta.

### Baskettiamo Cup
Per ogni Golden League, dopo una predeterminata giornata del fanta campionato, le prime 24 squadre in classifica si qualificano per la relativa Baskettiamo Cup, un torneo parallelo articolato su due fasi: nella prima, le squadre ammesse vengono suddivise in 4 gironi da 6 squadre ciascuno e si disputa una regular season di 10 giornate al termine della quale, le prime 4 classificate di ciascun gruppo accedono alla seconda fase, ad eliminazione diretta in gara unica. Si parte con la Top 16 per poi proseguire con la Final Eight, cui seguirà la Final Four e quindi la Finale. 

### Baskettiamo Super Cup
Al termine della stagione, per ogni competizione proposta nel gioco, la vincente della relativa Golden League sfiderà la vincente della Baskettiamo Cup per aggiudicarsi la Baskettiamo Super Cup ed il platonico titolo di fanta allenatore dell'anno.

## Riconoscimenti
Nel Gennaio del 2020 la FIP ha concesso il proprio patrocinio a Sotto Canestro in quanto tale applicativo, attraverso il perseguimento di una finalità ludica, contribuisce alla promozione del movimento..